# Hazel, the Heart Breaker
Hazel, the Heart Breaker è un cortometraggio muto del 1910 diretto da Fred J. Balshofer.

## Produzione
Il film fu prodotto dalla Bison Motion Pictures e dalla New York Motion Picture.

## Distribuzione
Distribuito dalla New York Motion Picture, il film - un cortometraggio di 156,95 metri - uscì nelle sale cinematografiche statunitensi il 26 aprile 1910.
Nelle proiezioni, veniva programmato con il sistema dello split reel, accorpato in un'unica bobina con un altro cortometraggio prodotto dalla Bison, il western Rattlesnakes.